# Oxyeleotris
Oxyeleotris – rodzaj ryb z rodziny eleotrowatych.

## Klasyfikacja
Gatunki zaliczane do tego rodzaju:
| - Oxyeleotris altipinna - Oxyeleotris aruensis - Oxyeleotris caeca - Oxyeleotris fimbriata - Oxyeleotris herwerdenii - Oxyeleotris heterodon - Oxyeleotris lineolata - Oxyeleotris marmorata - Oxyeleotris mertoni | - Oxyeleotris nullipora - Oxyeleotris paucipora - Oxyeleotris selheimi - Oxyeleotris siamensis - Oxyeleotris stagnicola - Oxyeleotris urophthalmoides - Oxyeleotris urophthalmus - Oxyeleotris wisselensis |